# منتخب فيجي للكريكت
منتخب فيجي للكريكت (بالإنجليزية: Fiji national cricket team)‏ هو ممثل فيجي الرسمي في المنافسات الدولية في الكريكت
.